# Grabina (Płużniczka)
Grabina – część wsi Płużniczka w Polsce, położona w województwie śląskim, w powiecie gliwickim, w gminie Toszek, przy drodze między Płużniczką, a drogą Toszek-Sarnów.
W latach 1975–1998 Grabina administracyjnie należała do województwa katowickiego.
Przez Grabinę przebiega szlak turystyczny:
- - Szlak Powstańców Śląskich